# Abies yuanbaoshanensis
Abies yuanbaoshanensis es una especie de conífera perteneciente a la familia Pinaceae. Es endémica de China donde se encuentra en Guangxi, distribuida por Rongshui Xian, Yuanbao Shan, a una altitud de 1700-2050 metros.

## Descripción
Es un árbol que alcanza los 25 metros de altura y su tronco 60 cm de diámetro. La corteza roja-marrón oscuro con fisuras irregulares. Las hojas son lineales en forma de aguja de 1-2.7 cm de longitud y 2-2.5 mm de ancho. Tiene piñas cilíndricas de 8–9 cm de longitud y 4-4.5 cm de ancho de color verde-amarillento que al madurar se tornan marrón-amarillo.

## Taxonomía
Abies yuanbaoshanensis fue descrita por Y.J.Lu & L.K.Fu y publicado en Acta Phytotaxonomica Sinica 18(2): 206–207, pl. 1. 1980.
Etimología
Abies: nombre genérico que viene del nombre latino de Abies alba.
yuanbaoshanensis: epíteto geográfico que alude a su localización en Yuanbao Shan.
Sinonimia
- Abies fabri subsp. yuanbaoshanensis (Y.J.Lu & L.K.Fu) Silba[4][5]